# Tajan (Pelješac)
Koordinati:   42°55′30″N, 17°30′06″E
Tajan je majhen nenaseljen otoček v Jadranskem morju (Hrvaška).
Otoček leži okoli 1 km zahodno od rta Blaca v srednjem delu polotoka Pelješac. Njegova površina meri 0,251 km². Dolžina obalnega pasu je 2,23 km. Najvišji vrh je visok 61 mnm.